# Don Hall (cineasta)
Donald Lee Hall (Glenwood, Iowa; 8 de marzo de 1969) es un director de cine, escritor, actor, actor de voz y actor de doblaje estadounidense de Walt Disney Animation Studios. Es conocido por codirector: Winnie the Pooh (2011), basado en la novela homónima de A. A. Milne, Big Hero 6 (2014), que fue inspirado por la Marvel's cómics del mismo nombre, Moana (2016), junto con Ron Clements y John Musker, y Raya y el último dragón. Big Hero 6 ganó el Óscar, el globo de oro y el premio Annie a la Mejor Película de Animación en 2015.
Hall se graduó de la Universidad de Iowa con una licenciatura en bellas artes en dibujo y pintura.

## Filmografía

### Largometrajes
| Año  | Título                    | Rol                                    | Notas                              |
| ---- | ------------------------- | -------------------------------------- | ---------------------------------- |
| 1999 | Tarzán                    | Escritor                               |                                    |
| 2000 | The Emperor's New Groove  | Historia                               | Material adicional de la historia  |
| 2003 | Brother Bear              | Historia                               | Historia adicional                 |
| 2004 | Home on the Range         | Historia                               | Historia adicional                 |
| 2005 | Chicken Little            | Historia                               | Diseñador de personajes            |
| 2007 | Meet the Robinsons        | Guionista, Actor de voz                |                                    |
| 2008 | Bolt                      |                                        |                                    |
| 2009 | The Princess and the Frog | Historia, Actor de voz                 | Supervisor Artístico-Historia      |
| 2010 | Enredados                 |                                        | Disney Story Trust - sin acreditar |
| 2011 | Winnie the Pooh           | Codirector, Historia                   | Disney Story Trust - sin acreditar |
| 2012 | Wreck-It Ralph            |                                        | Disney Story Trust - sin acreditar |
| 2013 | Frozen                    |                                        | Disney Story Trust - sin acreditar |
| 2014 | Big Hero 6                | Director                               |                                    |
| 2016 | Zootopia                  |                                        |                                    |
| 2016 | Moana                     | Codirector, Historia                   |                                    |
| 2018 | Ralph Breaks the Internet | Historia adicional                     |                                    |
| 2019 | Frozen 2                  | Liderazgo creativo                     |                                    |
| 2021 | Raya y el último dragón   | Director, Historia, Liderazgo creativo |                                    |
| 2021 | Encanto                   |                                        |                                    |

### Cortometrajes y series
| Año  | Título       | Rol                 | Notas                                                        |
| ---- | ------------ | ------------------- | ------------------------------------------------------------ |
| 2017 | Gone Fishing | Codirector          |                                                              |
| 2022 | Baymax!      | Productor ejecutivo | Creador de la serie Disney + Serie original de formato corto |

## Colaboraciones
- Chris Williams, quien trabajó con Hall en Big Hero 6 y Moana.
- Stephen J. Anderson, quien trabajó con Hall en varias películas de Disney, también codirigió a Winnie the Pooh.
- Mark Dindal, quien trabajó con Hall en The Emperor's New Groove y Chicken Little.
- Carlos López Estrada, quien trabajó con Hall en Raya y el último dragón.

## Premios y distinciones
Premios Óscar
| Año  | Categoría                   | Película   | Resultado |
| ---- | --------------------------- | ---------- | --------- |
| 2015 | Mejor Película de Animación | Big Hero 6 | Ganador   |

### Ganó
- (2015) - Premio de la Sociedad de Efectos Visuales a la Mejor Animación en una película animada para Big Hero 6

### Nominaciones
- (2008) - Premio Annie por Storyboarding en una producción de largometraje animado por Meet the Robinsons
- (2012) - Premio Gold Derby a la función de animación de Winnie the Pooh
- (2012) - Premio Annie a la escritura en una producción de largometraje para Winnie the Pooh
- (2012) - Premio Annie a la dirección en una producción de largometraje para Winnie the Pooh
- (2015) - Premio Annie por logros sobresalientes en la dirección de una producción de largometrajes animados para Big Hero 6
- (2015) - Alliance of Women Film Journalists a la Mejor película de animación por Big Hero 6
- (2015) - BAFTA a Mejor Largometraje de Animación por Big Hero 6
- (2015) - Premio Cinema Bloggers, Portugal a la Mejor Película de Animación por Big Hero 6
- (2015) - Premio Crítici de Cinema Online Portugueses a la Mejor Película de Animación por Big Hero 6
- (2015) - Premio Gold Derby a la función de animación de Big Hero 6
- (2017) - Alianza de Mujeres Periodistas de Cine a la Mejor Película de Animación por Moana